# Qui j'ose aimer
 (février 2016).
Si vous disposez d'ouvrages ou d'articles de référence ou si vous connaissez des sites web de qualité traitant du thème abordé ici, merci de compléter l'article en donnant les références utiles à sa vérifiabilité et en les liant à la section « Notes et références ».
Qui j'ose aimer est un roman d'Hervé Bazin, publié en 1956.

## Écriture
L'auteur indique avoir effectué son travail d'écriture entre novembre 1955 et octobre 1956, entre ses villégiatures de Chelles, Quiberon et Carquefou. Bazin dédie son œuvre à Gérard Bauër.

## Résumé
1951-1952, dans un hameau reculé en Loire-Atlantique, sur les bords de l'Erdre, à dix kilomètres de Nantes, entre La Chapelle et Carquefou. Deux propriétés que tout oppose se font face. D'un côté, La Fouve, de l'autre, La Glauquaie.
La Fouve, c'est une maison matriarcale des Madiault où vivent Isa, Berthe, Nat et Maman, comme y ont vécu trois générations avant elles. Les hommes n'y ont jamais tenu bien longtemps.

La Glauquaie, c'est maître Ténor et maître Ténorino, avocats père et fils qui plaident pour les sardiniers de Nantes.
Et coup de théâtre, Maman se marie, en secondes noces, avec Maurice, alias Ténorino. Et si cette union apporte enfin un peu d'air aux finances de la Fouve, ces noces civiles sont très mal vues par la communauté, et Isabelle en souffre. En particulier, c'est la guerre ouverte entre Belle et Nat. Mais bientôt, Belle tombe malade ; et loin d'être la conséquence d'une grossesse, le docteur Mahorin parvient bientôt au diagnostic, un lupus.
Dans ce contexte, Isa est perdue. Ne sachant trop quelle attitude prendre vis-à-vis de Maurice, d'abord très agressive. Petit à petit, Maurice arrive à l'amadouer. Il lui propose de venir l'aider à son étude, à Nantes. Et cet éloignement du sanctuaire de la Fouve semble affaiblir le caractère d'Isa, qui cède bientôt à ses avances.
Après le décès de Belle, Maurice doit quitter la Fouve et Isa tombe enceinte à l'insu de Maurice. Après la naissance de la fille d'Isa, Isabelle, la Fouve redevient cette maison de femme qu'elle semble avoir toujours été.

## Cadre

### Personnages
La Fouve
- Isabelle Duplon, née Madiault, dite Isa : la narratrice, c'est la fille d'Isabelle Goudart. Âgée de dix-huit ans, elle est curieuse de la vie, et tombera dans les bras de Maurice.
- Isabelle Goudart, dite Belle : Mariée une première fois à dix-sept ans avec André Duplon, dont elle a Isabelle et Berthe. Après en avoir divorcé, elle se remarie, contre l'avis de tous et de la communauté, avec Maurice, devenant Madame Méliset.
- Berthe : sœur cadette d'Isa, elle est pudiquement dite « simplette ».
- Nathalie Mériadec, dite Nat : tante d'Isa, elle règne sur la maison et fait figure de référent en toute chose, son bigouden sur la tête.

La Glauquaie
- Maurice Méliset ; dit Maître Ténorino : Fils de Maître Ténor, il se marie avec Belle. Surnommé « M. Bis » par Berthe, il ne parviendra jamais véritablement à faire sa place à la Fouve.
- Maître Méliset père, dit Maître Ténor : Membre du Conseil de l'ordre des avocats, père de Maurice.

Autres personnages
- André Duplon : Le premier mari de Maman. Jeune percepteur, il disparaît dans le Warndt durant la bataille de France. Cru mort au champ d'honneur, il disparaît de la vie d'Isabelle. Mais à son retour de captivité, il est simplement renvoyé de la Fouve. Il part refaire sa vie et se remarie en Algérie.
- Grand-mère Madiault : La mère d'Isabelle Goudart. Elle est fortement présente dans le cœur d'Isabelle Duplon.
- Grand-père Goudart : Le père d'Isabelle Goudart. Avocat, il est tué pendant la Première Guerre mondiale.
- Le docteur Mahorin : Le médecin du bourg. Taciturne, il compte le nombre de chats qu'il tue avec sa voiture.

### Ambiance
Le texte est bien ancré dans cette fin des années 1950 qui tient lieu de cadre au roman :
- Les véhicules cités sont la Vedette et la Juvaquatre ;
- Le crayon Bic apparaît à plusieurs reprises.

Le vocabulaire, par certaines tournures, ancre le récit dans le pays nantais, avec quelques éléments de décor complétant la simple toponymie, comme les exemplaires du Courrier de l'ouest qui servent à allumer le poêle.

## Éditions
- Éditions Rombaldi, Paris, illustrations originales de Viko, 1966.
- L'édition de 1986 a été illustrée par le peintre Michel Jouenne.

### Adaptation
- 1977, téléfilm, avec Véronique Jannot dans le rôle d'Isa.